# Konkurens Rekårdz
Konkurens Rekårdz senare kallad Konkurrens Records är ett svenskt skivbolag. I början av 1980-talet i skivbolagets begynnelse anordnade det tre stödgalor för att sätta fart på sin verksamhet . De kallades Konkurens gala, Konkurens gala 2 och Konkurens gala 3 och band som Sarah Coffman, KSMB, Dom dummaste, Cortex, Brända barn och P-Nissarna spelade. Bolaget har sina rötter i Örebro och Örebropunken men är framförallt kopplat till ett band som härstammar ifrån Kalmar. Daniel Engström och Anders Ohlsson, två medlemmar ur Sarah Coffman var personerna bakom Konkurrens Records. Den hittills sista skivan från bolag släpptes 2003.

## Skivsläpp

### Släppen från tiden som Konkurens Rekårdz
De tidigaste släppen gjordes under namnet Konkurens Rekårdz. 
- 1980 - Sarah Coffman Debut-EP med låtarna Retro, Titta jag är död och Destroy[3] blev skivbolagets första släpp (KONK 001).
- 1981 - Skivbolagets andra släpp blev en samlingsskiva med låtar från olika nya punkband med titeln Svenska Tonårsgrupper Vol. 3 (KONK 002). Det var det första släpp som Onkel Kånkel figurerade på och efter denna skiva kom Konkurens Rekårdz att enbart släppa Onkel Kånkel-skivor.
- 1983 - Onkel Kånkels Gyllene Tider (KONK 003)[4].

### Släppen från tiden som Konkurrens Records
- 1992 släpptes en hyllningsskiva till Onkel Kånkel med namn Kånkelmania (KONK 004) och på dess baksida syns skivbolagets nya stavning.[5] Här figurerar bland annat Union Carbide Productions, Charta 77, Dom dummaste och Stig Vig.
- 1993 återsläpps Onkel Kånkels Gyllene Tider (KONK 003) som CD.
- 1994 släpptes Onkel Kånkels Underbara Värld (KONK 005).
- 1994 släpptes Gammeldags jul (KONK 006).
- 1999 släpptes Onkel Kånkels fantastiska äfventyr (KONK 007).
- 2003 släpptes Blitzkrieg Blepp (KONK 008)

## Fotnoter och referenser
1. ↑  http://www.punktjafs.com/ny/orebropunk_fakta.htm
2. ↑  https://web.archive.org/web/20010430061322/http://www.geocities.com/Hollywood/Lot/2386/onkel.htm
3. ↑  ”Arkiverade kopian”. Arkiverad från originalet den 23 augusti 2010. https://web.archive.org/web/20100823072349/http://www.punktipset.se/band.asp?id=350&bID=282. Läst 15 september 2009.
4. ↑  ”Onkel Kånkels Gyllene Tider”. Arkiverad från originalet den 24 maj 2012. https://archive.is/20120524230433/http://sperrman.se/grisfoder/ok-gyllene_tider-lp_bak.gif. Läst 15 september 2009.
5. ↑  ”Kånkelmania”. Arkiverad från originalet den 24 maj 2012. https://archive.is/20120524230432/http://sperrman.se/grisfoder/konkelmania-cd_bak.jpg. Läst 15 september 2009.